# Maître de San Martino
Ne doit pas être confondu avec Maître de San Martino alla Palma.
Le Maître de San Martino (en italien Maestro di San Martino), assimilé maintenant comme étant Ugolino di Tedice, est un peintre italien du Duecento pisan, un maître anonyme actif à Pise au milieu du XIIIe siècle.

## Identification
Roberto Longhi le définit en 1948 à partir de l'étude stylistique de la Madonna di San Martino conservée au  Musée national San Matteo de Pise, en le distinguant des précédentes attributions du siècle précédent (Cimabue par Grassi en 1838 et Nistri en 1852), suivant l'avis de Venturi (1907) qui le considérait comme un peintre autonome. Longhi émet aussi l'hypothèse que le Maître de San Martino pourrait être identifié avec le troisième maître d'Anagni.
Indépendamment de Longhi, Garrison, reprenant une hypothèse d'Hoffner, identifie de son côté l'auteur de la Madone de San Martino à Ranieri di Ugolino.
Enfin en 1998, Bellosi synthétisant les nouveaux éléments chronologiques l'identifie au père de Ranieri di Ugolino : Ugolino di Tedice.

## Œuvres attribuées
- Vierge à l'Enfant provenant de San Martino, œuvre éponyme, tempera et or sur panneau, 165 × 130 cm, Pise, Musée national San Matteo (inv. 1584)
- Vierge à l'Enfant entourée de deux anges, de saint Martin et le pauvre, et de saint Jean l'Évangéliste, tempera et or sur panneau, 92 × 128 cm, Pise, Musée national San Matteo
- Sainte Anne et la Vierge enfant, et deux anges, tempera et or sur panneau, 126 × 76,5 cm, Pise, Musée national San Matteo (inv. 1585)
- Vierge à l'Enfant et deux anges, tempera et or sur panneau, 116 × 75 cm, Pise, église de San Biagio in Cisanello (it)
- Vierge à l'Enfant, tempera et or sur panneau, Pise, Musée national San Matteo (inv. 1574) (autrement attribuée à Giunta Pisano ou au Maître de Santi Cosma e Damiano)
- Christ bénissant, tempera et or sur panneau, 29,2 × 25,5 cm, Pise, Musée national San Matteo (inv. 1579)
- Vierge à l'Enfant, tempera et or sur panneau, 27,5 × 18,5 cm, Pise, Musée national San Matteo (inv. 5725)
- Crucifix, tempera et or sur panneau, 93 × 74 cm, provenant du monastère de San Matteo in Soarta, aujourd'hui Pise, Musée national San Matteo (inv. 1573)

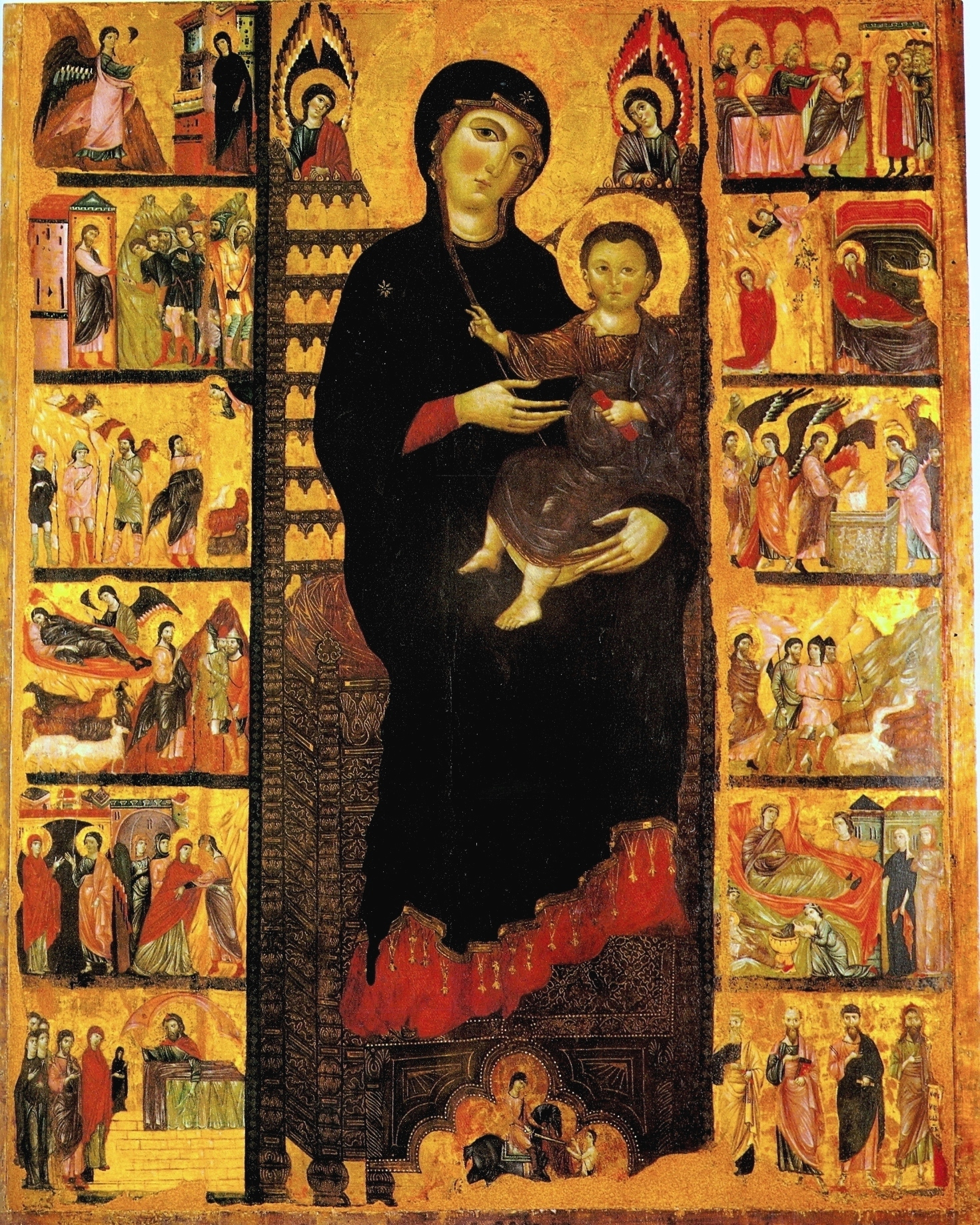
Madone éponyme
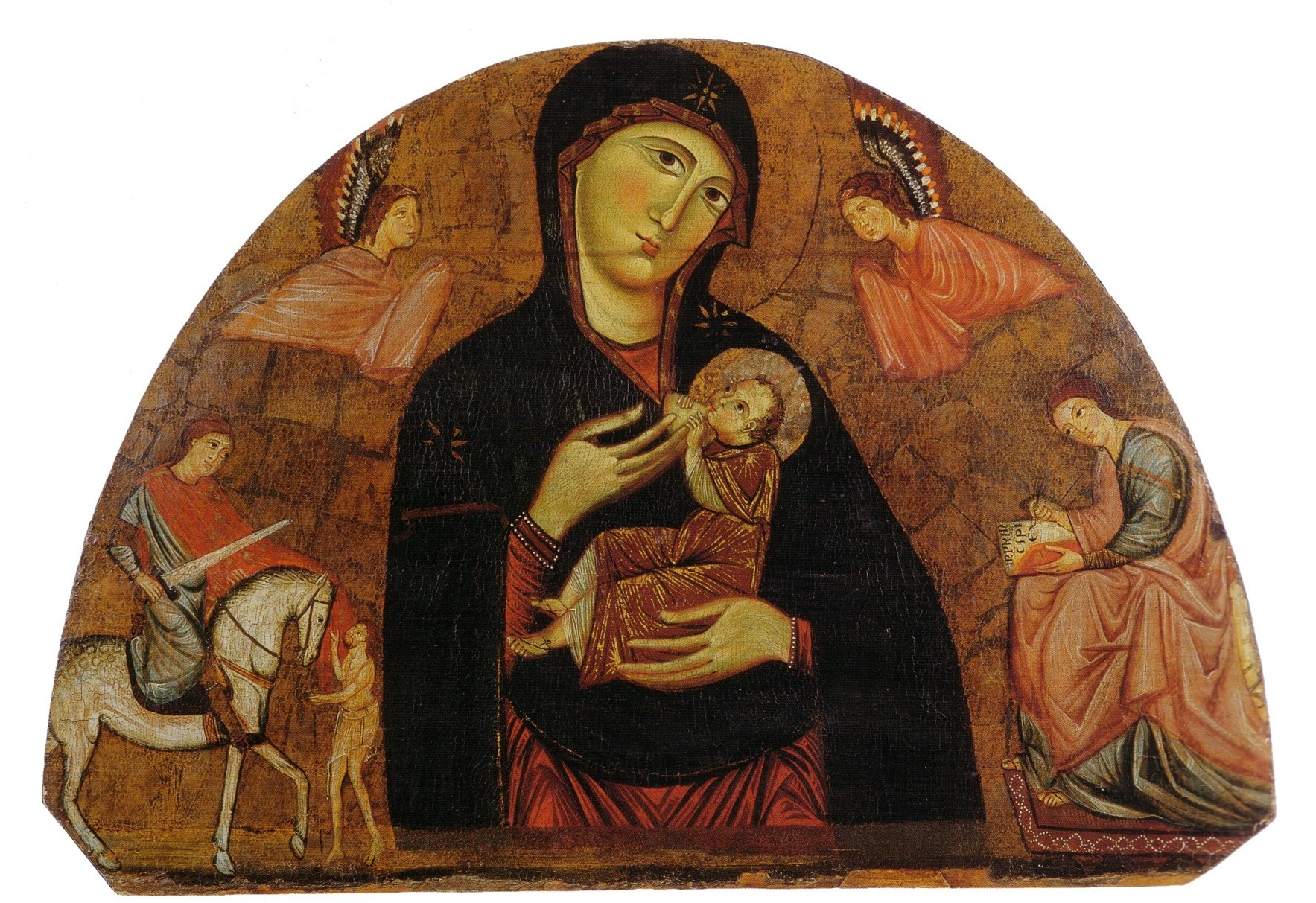
Vierge à l'Enfant entourée de deux anges, de saint Martin et le pauvre, et de saint Jean l'Évangéliste
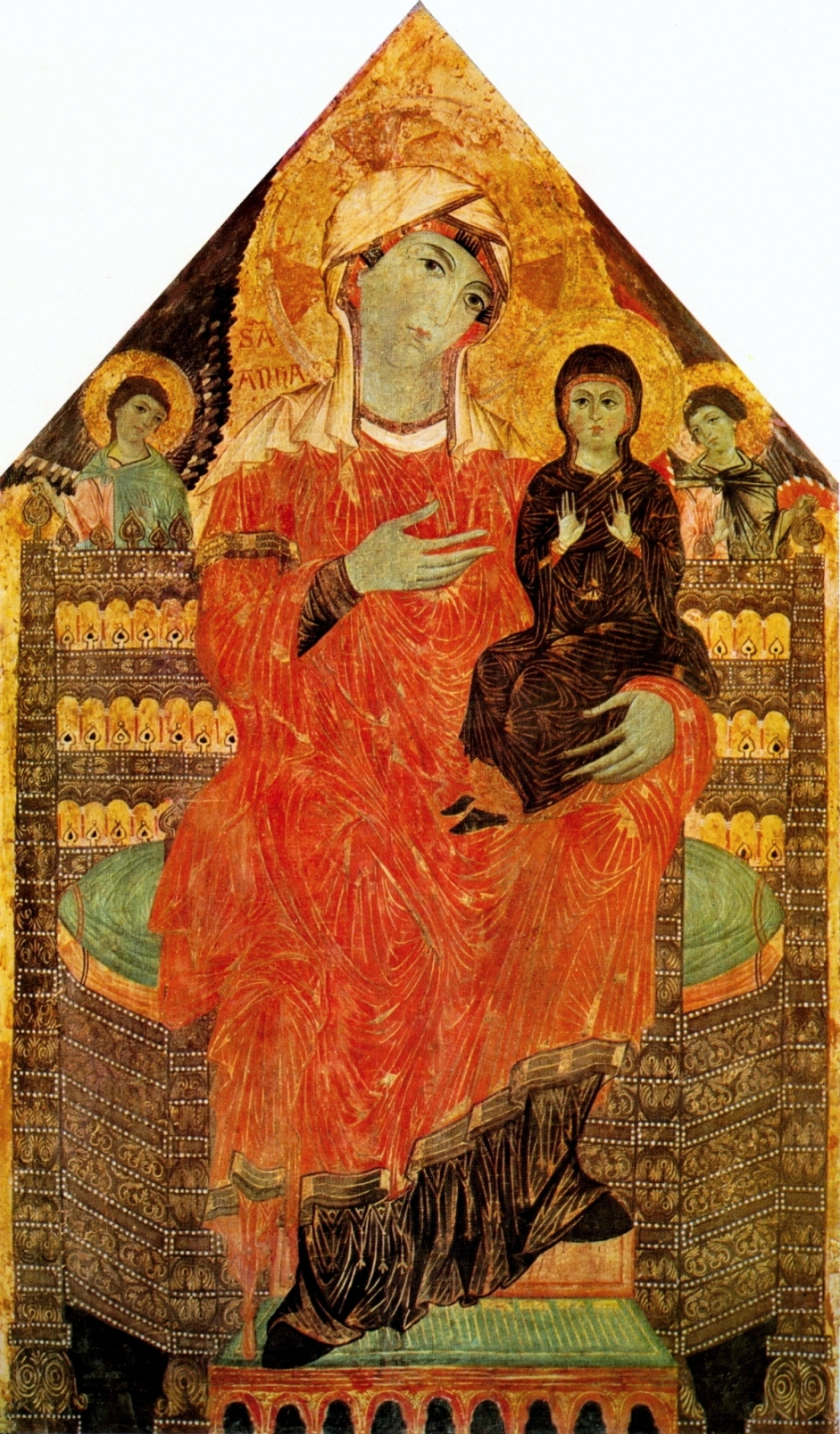
Sainte Anne et la Vierge enfant
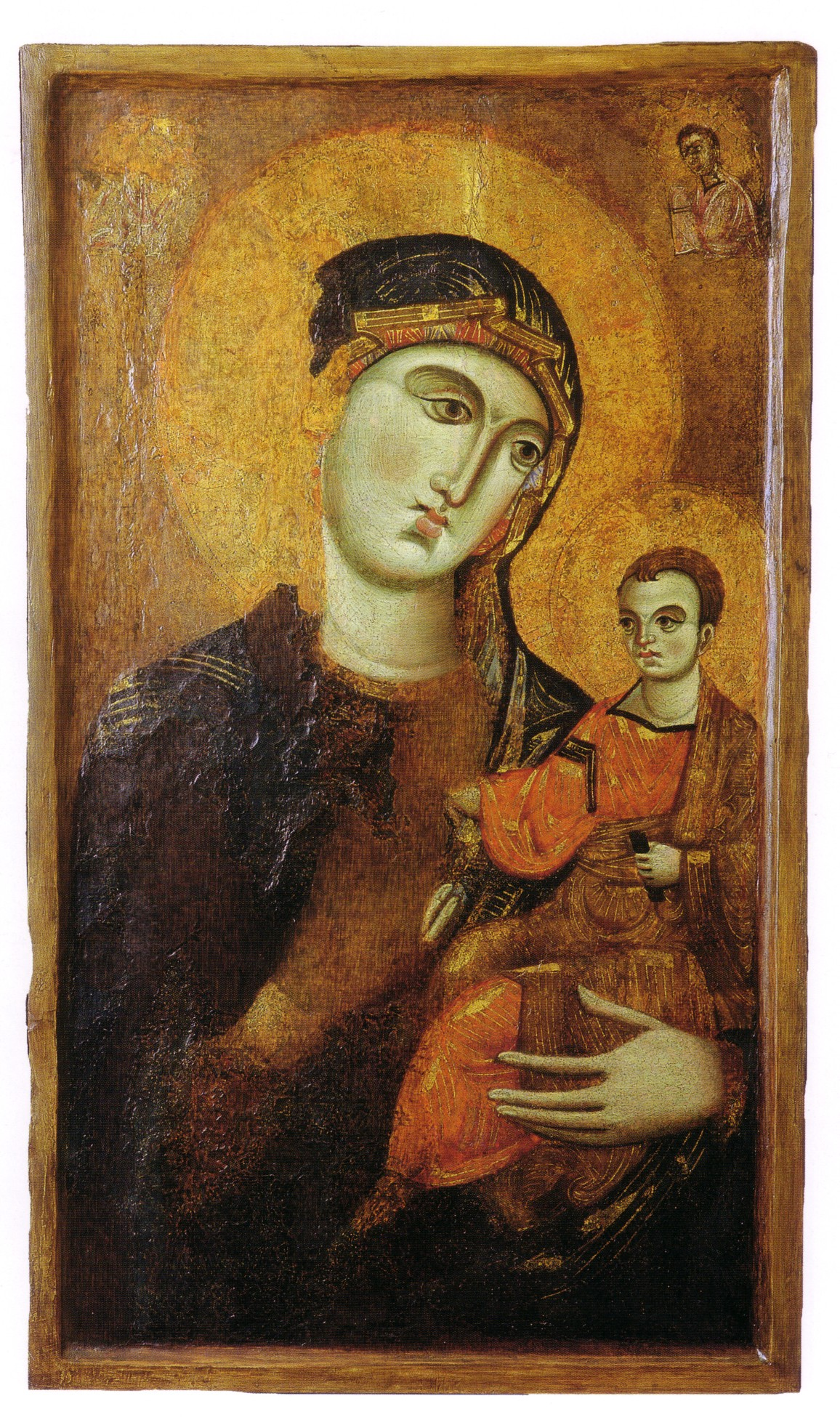
Madone (inv. 1574)
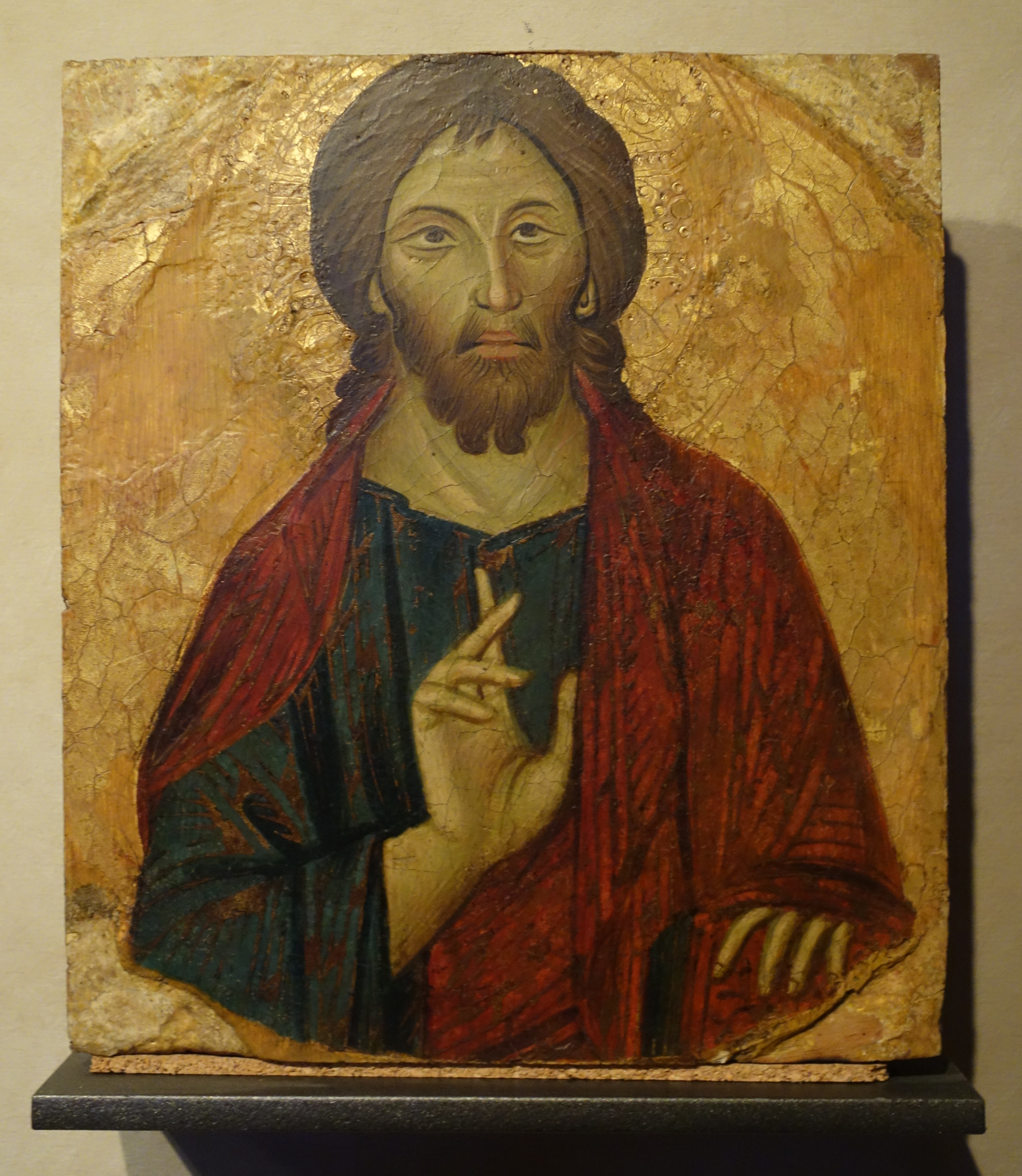
Christ bénissant (inv. 1579)
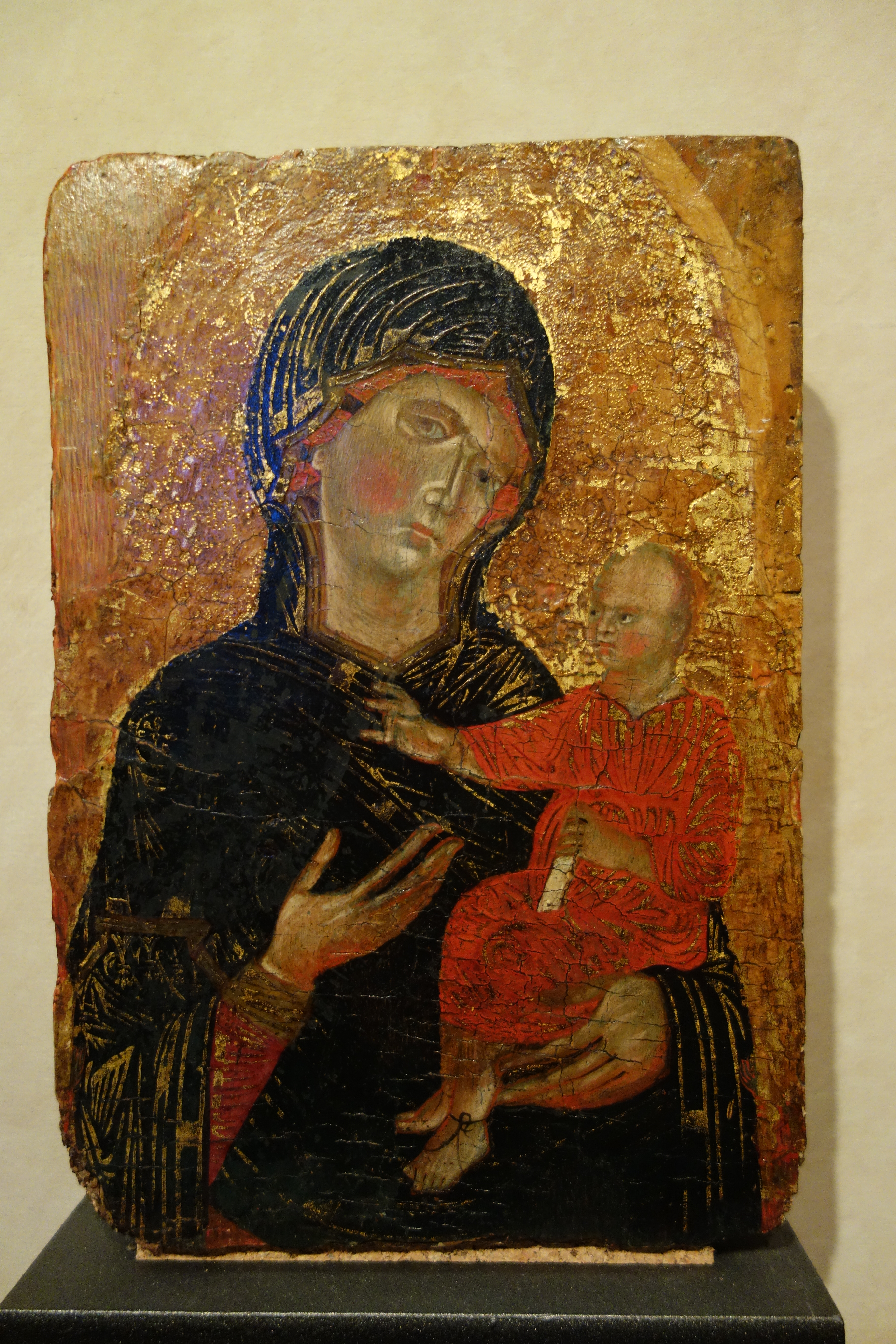
Madone (inv. 5725)
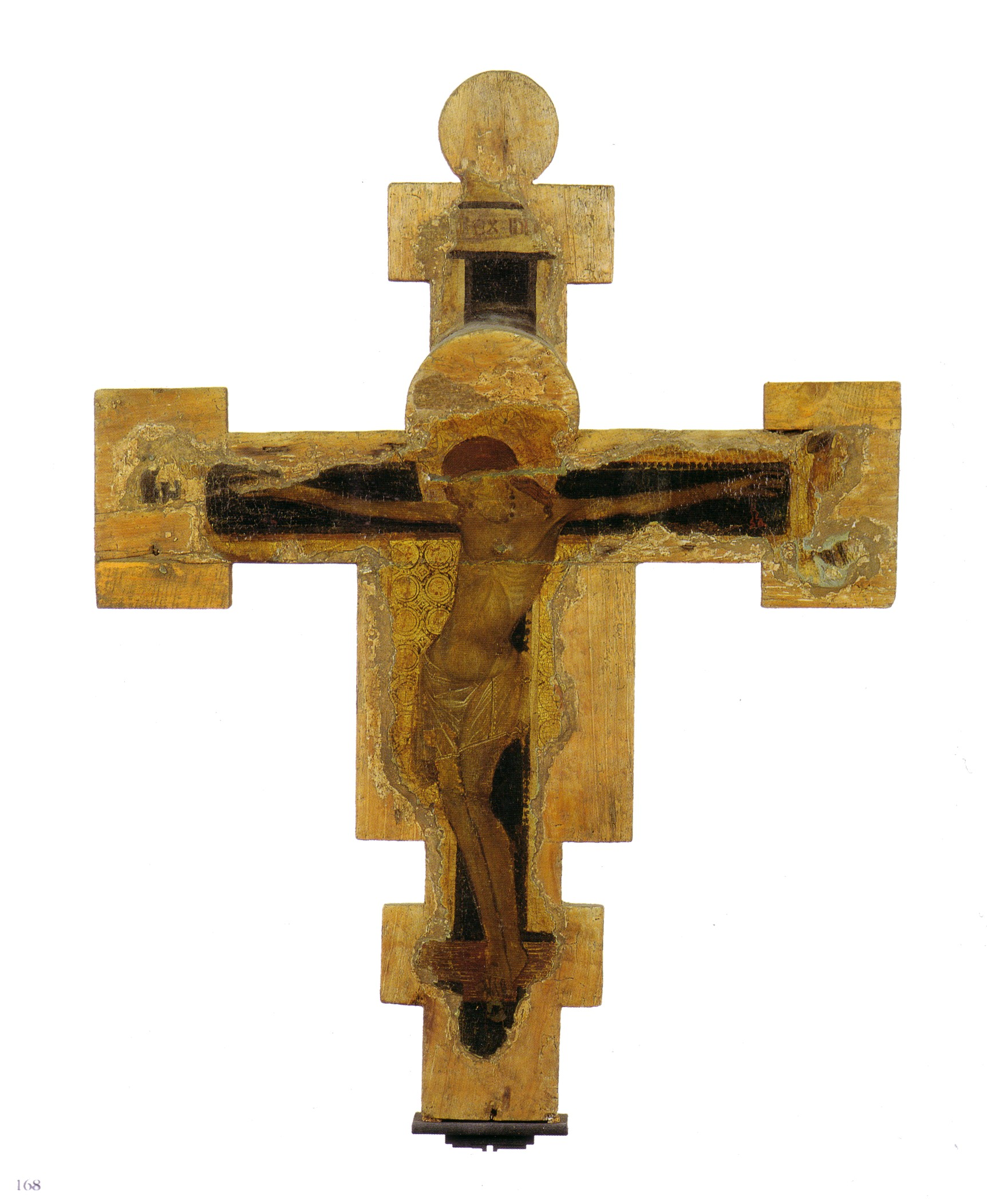
Crucifix provenant du  monastère de San Matteo in Soarta